# Drusus amanaus
Drusus amanaus är en nattsländeart som beskrevs av Wolfram Mey och Mueller 1979. Drusus amanaus ingår i släktet Drusus och familjen husmasknattsländor. Inga underarter finns listade i Catalogue of Life.